# Sidney Frederic Harmer
Pour les articles homonymes, voir Harmer.
Sir Sidney Frederic Harmer est un zoologiste britannique, né le 9 mars 1862 à Norfolk et mort le 22 octobre 1950.

## Biographie
Il est le fils du géologue Frederic William Harmer (1835-1923) de Mary née Lyon. Il reçoit son Bachelor of Sciences à l’University College de Londres en 1880, son Bachelor of Arts au King's College (Cambridge) en 1883, son Master of Arts en 1886 et son Doctorat of Sciences en 1893.
Il se marie avec Laura R. Howell le 2 septembre 1891, union dont naîtra quatre enfants. Il est maître assistant de sciences naturelles à Cambridge en 1886, assistant au King’s College de 1890 à 1908, il est conservateur de zoologie de 1909 à 1921, puis directeur du Natural History Museum de Londres de 1919 à 1927.
Harmer est membre de diverses sociétés savantes dont la British Association for the Advancement of Science, la Société géologique de Londres, la Royal Society, la Société linnéenne de Londres (qu’il préside de 1927 à 1931). Il est anobli en 1920. Il reçoit la médaille linnéenne en 1934. Avec Sir Arthur Everett Shipley (1861-1927), il participe à la publication de The Cambridge natural history.

## Liste partielle des publications
- 1896 : Polyzoa dans The Cambridge Natural History, Sir Arthur Everett Shipley (1861-1927) et Sir S.F. Harmer (dir.) (Macmillan and Co.: Londres).
- 1898 : avec Sir William Henry Flower (1831-1899), Catalogue of the Lepidoptera Phalænæ in the British Museum (Londres).
- 1904 : Hemichordata, dans The Cambridge Natural History, Sir Arthur Everett Shipley (1861-1927) et Sir S.F. Harmer (dir.) (Macmillan and Co.: Londres).
- 1905 : The Pterobranchia of the Siboga-Expedition, with an account of other species ... With 14 plates and 2 text-figures dans Siboga-Expeditie. Uitkomsten op zoologisch, botanisch, oceanographisch en geologisch gebied, etc. de Max Carl Wilhelm Weber (1852-1937).
- 1914 : avec Denis Gascoigne Lillie (1888-1963), List of Collecting Stations ... With four maps. dans London.-British Museum. British Antarctic -“Terra Nova”- Expedition, 1910. Natural History Report. (Zoology. vol. II. no. 1.) 1914, etc. 4º.